# Fiji op de Olympische Zomerspelen 2004
Fiji nam deel aan de Olympische Zomerspelen 2004 in Athene, Griekenland. Ook de elfde deelname aan de Olympische Zomerspelen bleef zonder medailles.

## Deelnemers en resultaten

### Atletiek
| Olympiër                | Onderdeel | Resultaat | Prestatie               |
| ----------------------- | --------- | --------- | ----------------------- |
| Isireli Naikelekelevesi | 800m (m)  | 59e       | serie 5: 7de in 1.49,08 |
|                         |           |           |                         |
| Makelesi Bulikiobo      | 400m (v)  | 35e       | serie 6: 6de in 53,58   |

### Boogschieten
| Olympiër  | Onderdeel       | Resultaat | Prestatie                                                                 |
| --------- | --------------- | --------- | ------------------------------------------------------------------------- |
| Rob Elder | individueel (m) | 59e       | plaatsingsronde: 61ste met 583 punten 1ste ronde: V van KOR Park: 138-154 |

### Gewichtheffen
| Olympiër | Onderdeel | Resultaat | Prestatie                                                   |
| -------- | --------- | --------- | ----------------------------------------------------------- |
| Ivy Shaw | +75kg (m) | 12e       | trekken: 12de met 85kg stoten: 12de met 100kg totaal: 185kg |

### Judo
| Olympiër          | Onderdeel | Resultaat | Prestatie                         |
| ----------------- | --------- | --------- | --------------------------------- |
| Elina Nasaudrodro | -57kg (v) | 21e       | 1ste ronde: V van GBR Cox: ippon  |
| Sisilia Nasiga    | -78kg (v) | 21e       | 1ste ronde: V van VEN Pinto: yuko |

### Schietsport
| Olympiër    | Onderdeel | Resultaat | Prestatie                                           |
| ----------- | --------- | --------- | --------------------------------------------------- |
| Glenn Kable | trap (m)  | 30e       | kwalificatie: 30ste met 111 punten (21-22-25-23-20) |

### Zwemmen
| Olympiër     | Onderdeel           | Resultaat | Prestatie              |
| ------------ | ------------------- | --------- | ---------------------- |
| Carl Probert | 50m vrije slag (m)  | 40e       | serie 5: 2de in 23,31  |
| Carl Probert | 100m vrije slag (m) | 40e       | serie 3: 1ste in 51,42 |

Afghanistan · Albanië · Algerije · Amerikaanse Maagdeneilanden · Amerikaans-Samoa · Andorra · Angola · Antigua en Barbuda · Argentinië · Armenië · Aruba · Australië · Azerbeidzjan · Bahama's · Bahrein · Bangladesh · Barbados · België · Belize · Benin · Bermuda · Bhutan · Bolivia · Bosnië en Herzegovina · Botswana · Brazilië · Britse Maagdeneilanden · Brunei · Bulgarije · Burkina Faso · Burundi · Cambodja · Canada · Centraal-Afrikaanse Republiek · Chili · China · Chinees Taipei · Colombia · Comoren · Congo-Brazzaville · Congo-Kinshasa · Cookeilanden · Costa Rica · Cuba · Cyprus · Denemarken · Djibouti · Dominica · Dominicaanse Republiek · Duitsland · Ecuador · Egypte · El Salvador · Equatoriaal-Guinea · Eritrea · Estland · Ethiopië · Fiji · Filipijnen · Finland · Frankrijk · Gabon · Gambia · Georgië · Ghana · Grenada · Griekenland · Groot-Brittannië · Guam · Guatemala · Guinee · Guinee‑Bissau · Guyana · Haïti · Honduras · Hongarije · Hongkong · Ierland · IJsland · India · Indonesië · Irak · Iran · Israël · Italië · Ivoorkust · Jamaica · Japan · Jemen · Jordanië · Kaaimaneilanden · Kaapverdië · Kameroen · Kazachstan · Kenia · Kirgizië · Kiribati · Koeweit · Kroatië · Laos · Lesotho · Letland · Libanon · Liberia · Libië · Liechtenstein · Litouwen · Luxemburg · Macedonië · Madagaskar · Malawi · Malediven · Maleisië · Mali · Malta · Marokko · Mauritanië · Mauritius · Mexico · Micronesië · Moldavië · Monaco · Mongolië · Mozambique · Myanmar · Namibië · Nauru · Nederland · Nederlandse Antillen · Nepal · Nicaragua · Nieuw-Zeeland · Niger · Nigeria · Noord-Korea · Noorwegen · Oeganda · Oekraïne · Oezbekistan · Oman · Oostenrijk · Oost‑Timor · Pakistan · Palau · Palestina · Panama · Papoea-Nieuw-Guinea · Paraguay · Peru · Polen · Portugal · Puerto Rico · Qatar · Roemenië · Rusland · Rwanda · Saint Kitts en Nevis · Saint Lucia · Saint Vincent en Grenadines · Salomonseilanden · Samoa · San Marino · Sao Tomé en Principe · Saoedi-Arabië · Senegal · Servië en Montenegro · Seychellen · Sierra Leone · Singapore · Slovenië · Slowakije · Soedan · Somalië · Spanje · Sri Lanka · Suriname · Swaziland · Syrië · Tadzjikistan · Tanzania · Thailand · Togo · Tonga · Trinidad en Tobago · Tsjaad · Tsjechië · Tunesië · Turkije · Turkmenistan · Uruguay · Vanuatu · Venezuela · Verenigde Arabische Emiraten · Verenigde Staten · Vietnam · Wit-Rusland · Zambia · Zimbabwe · Zuid-Afrika · Zuid-Korea · Zweden · Zwitserland